# The Complete BBC Recordings
The Complete BBC Recordings is een album van Joy Division. Het bevat nummers die de band 31 januari speelde in de BBC Studio's in Londen. Ook bevat het twee tracks die voor het programma Something Else op televisie werden gespeeld voor BBC2 op 15 september 1979. De laatste track van het album is een interview met zanger Ian Curtis en drummer Stephen Morris.

## Nummers
1. Excersice One (BBC)
2. Insight (BBC)
3. She's Lost Control (BBC)
4. Transmission (BBC)
5. Love Will Tear Us Apart (BBC)
6. Twenty Four Hours (BBC)
7. Colony (BBC)
8. The Sound Of Music (BBC)
9. Transmission (BBC2, Something Else)
10. She's Lost Control (BBC2, Something Else)
11. Interview met Ian Curtis en Stephen Morris

Ian Curtis · Peter Hook · Stephen Morris · Bernard Sumner